# 弗朗茨·瓦格纳 (篮球运动员)
弗朗茨·雅各布·瓦格纳（英語：Franz Jacob Wagner，2001年8月27日—）是一名德国职业篮球运动员，效力于美国国家篮球协会（NBA）的奥兰多魔术。他在大学时为密歇根大学的密歇根狼獾队打球。登录体测数据为6英尺10英寸（2.08）和220英磅（100），主要打小前锋位置。 
瓦格纳是土生土长的柏林人，他的职业生涯始于篮球德甲（BBL）俱乐部欧绿保柏林。2019年，他被评为BBL最佳德国青年球员。瓦格纳曾效力于德国青年国家队，在2018年阿尔伯特·史怀哲锦标赛（Albert Schweitzer Tournament）上获得金牌。
他的哥哥莫里茨瓦格纳也是前密歇根大学的毕业生，目前同为奥兰多魔术队效力。

## 大学招聘
瓦格纳在高中时期被247Sports and Rivals视为四星级高中生。招募他的NCAA一级联盟（NCAA Division I）项目包括巴特勒大学 、密歇根大学和斯坦福大学。2019年7月6日，瓦格纳承诺在主教练朱万·霍华德的带领下为密歇根大学打大学篮球。在做这个决定的过程中，他拒绝了与欧洲篮球俱乐部阿尔巴柏林签订职业合同的机会。
| 姓名 | 家鄉                                        | 高中        | 身高                 | 體重        | 承諾日       |
| --- | ------------------------------------------- | ----------- | -------------------- | ----------- | ------------ |
| 弗朗茨·瓦格纳 SF | 柏林，德国                                  | Alba Berlin | 6英尺7英寸（2.01米） | 190磅（86） | 2019年6月6日 |
| 弗朗茨·瓦格纳 SF | 招募星级： Scout： N/A Rivals： 247Sports： |             |                      |             |              |
| 總體新秀排名： 247Sports：43 |                                             |             |                      |             |              |
| - 附註：許多時候，Scout、Rivals、247Sports以及ESPN在身高體重的數據可能會不同 . - 在這種情況下選擇平均值，而ESPN grades滿分為100分。 來源： - . Rivals.com. [2019-9-2]. - . ESPN.com. [2019-9-2]. - . Rivals.com. [2019-9-2]. |                                             |             |                      |             |              |

## 大学生涯
2019年10月21日，瓦格纳右手腕骨折，预计将缺席四到六周。他于2019年11月27日在密歇根大学完成了他的赛季处子秀，并在4战亚特兰蒂斯队的四分之一决赛中以83-76击败爱荷华州立大学，在23分钟内得到了6分、3个篮板和1次盖帽结束了比赛。 12月6日，瓦格纳在十大联盟赛季揭幕战中以103-91战胜爱荷华州立大学的比赛中得到职业生涯最高的18分，密歇根大学取得胜利的原因是队中有六名场均得分两位数的得分手，其中包括所有的五名首发球员。2020年3月1日，瓦格纳在63-77输给俄亥俄州立大学的比赛中得到18分和10个篮板，这是他职业生涯的第一次两双。 常规赛结束后，他入选了2020年十大联盟的新人阵容。 
到了大二赛季，瓦格纳打出了14场两位数得分的比赛和4场得分20+分的比赛，他场均得到13.0分6.3个篮板，拿到了全队最高的30次抢断和第二高的23次盖帽。赛季结束后，他被教练们选入十强二队，被媒体评为三队。2021年5月4日，他宣布放弃剩余的大学资格并参加2021年NBA選秀。

## 职业生涯

### 阿尔巴柏林 (2017–2019)
在2018-19赛季，瓦格纳与德国顶级联赛篮球德甲联赛(BBL) 的阿尔巴柏林和三级ProB联赛的 SSV Lokomotive Bernau 签订了双重合同。 2019年5月，他获得了BBL最佳年轻球员奖。在BBL总决赛第二场对阵拜仁慕尼黑的比赛中，瓦格纳6投全中，得到全队最高的14分。到赛季末，他在BBL场均上场12.4分钟内得到4.6分，并且在欧洲杯中出场时间有限。

### 奥兰多魔术（2021年–至今）
瓦格纳在2021年NBA選秀中以第8顺位被奥兰多魔术选中。8月3日，他和乐透球员傑倫·薩格斯与魔术队签约。瓦格纳在12月18日对阵布鲁克林篮网的比赛中打出了职业生涯最高的11个篮板和14分以及6次助攻，这是他的第一个NBA两双。2021年12月27日，魔术队以127-110负于密尔沃基雄鹿，他得到了职业生涯最高的38分。瓦格纳在12月的比赛中被评为NBA东部联盟月度最佳新秀。瓦格纳的第二次NBA两双在2022年1月12日对阵华盛顿奇才的比赛中得到，当时他将职业生涯最高的助攻数从6次提高到10次，并得到14分。这标志着魔术新秀前锋第一次在一场比赛中送出10次及以上的助攻。在2021–22 NBA赛季结束后，他入选了NBA最佳新秀阵容第一队。

## 国家队生涯

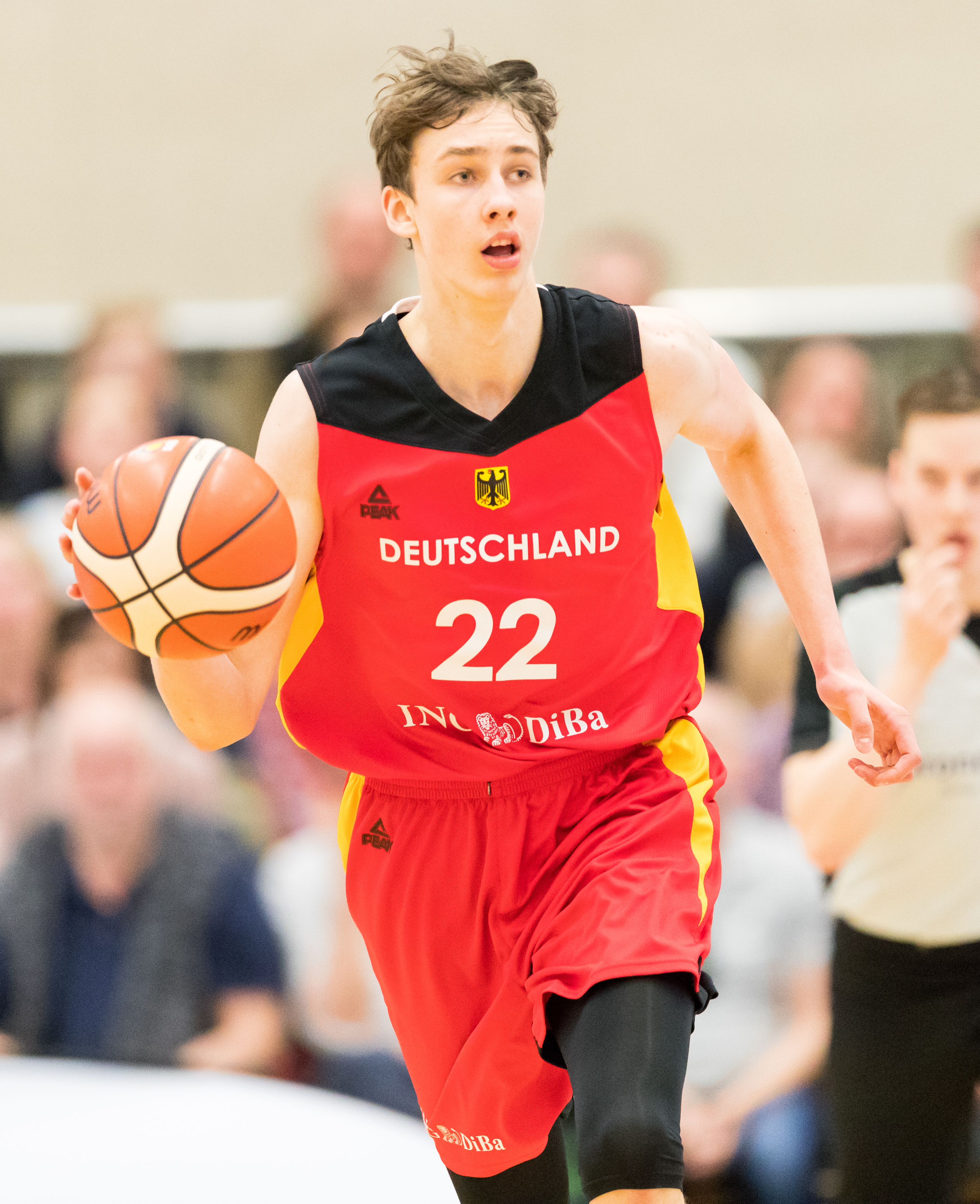
瓦格纳与德国 U18 队在 2018 年阿尔伯特史怀哲锦标赛上

瓦格纳代表德国参加了在黑山波德戈里察举行的2017 年 FIBA U16 欧洲锦标赛。在五场比赛中，他场均得到 7.4 分，带领球队排在第 13 位。  2018 年，瓦格纳场均得到6 分，并帮助德国队在德国曼海姆举行的 18 岁以下比赛（U18）阿尔伯特·施韦策锦标赛中获得金牌。在希腊沃洛斯举行的2019年FIBA U18欧锦赛上，他场均得到13分4.8个篮板，率领球队排名第11位。但他因背部受伤缺席了一场比赛。 

## 荣誉
- BBL最佳年轻球员奖： 2018-19赛季[33]
- NBA 最佳新秀阵容一队：2021-2022赛季

## 职业统计

### NBA

#### 例行賽
| 賽季    | 球隊 | GP | GS | MPG  | FG%  | 3P%  | FT%  | RPG | APG | SPG | BPG | PPG  |
| ------- | ---- | -- | -- | ---- | ---- | ---- | ---- | --- | --- | --- | --- | ---- |
| 2021–22 | ORL  | 79 | 79 | 30.7 | .468 | .354 | .863 | 4.5 | 2.9 | .9  | .4  | 15.2 |
| 生涯    | 生涯 | 79 | 79 | 30.7 | .468 | .354 | .863 | 4.5 | 2.9 | .9  | .4  | 15.2 |

### 大学
| 賽季    | 球隊     | GP | GS | MPG  | FG%  | 3P%  | FT%  | RPG | APG | SPG | BPG | PPG  |
| ------- | -------- | -- | -- | ---- | ---- | ---- | ---- | --- | --- | --- | --- | ---- |
| 2019–20 | Michigan | 27 | 27 | 30.8 | .452 | .311 | .833 | 5.6 | 1.0 | 1.3 | .6  | 11.6 |
| 2020–21 | Michigan | 28 | 28 | 31.7 | .477 | .343 | .835 | 6.5 | 3.0 | 1.3 | 1.0 | 12.5 |
| Career  | Career   | 55 | 55 | 31.2 | .465 | .325 | .835 | 6.1 | 2.0 | 1.3 | .8  | 12.0 |

## 个人生活
弗朗茨瓦格纳是美国国家篮球协会（NBA）球员莫里茨·瓦格納的弟弟，他们目前都为奥兰多魔术队效力。莫里茨也为密歇根打了两个赛季的大学篮球，并且也是2018年NBA选秀的首轮秀。